# Клепиковська сільська рада
Кле́пиковська сільська рада (рос. Клепиковский сельский совет) — сільське поселення у складі Усть-Пристанського району Алтайського краю Росії.
Адміністративний центр — село Клепиково.

## Населення
Населення — 355 осіб (2019; 443 в 2010, 540 у 2002).

## Склад
До складу сільської ради входять:
| Населений пункт | Населення, осіб (2002) | Населення, осіб (2010) |
| --------------- | ---------------------- | ---------------------- |
| Клепиково, село | 537                    | 439                    |
| Комишенка, село | 3                      | 4                      |